# Rigsæble
Rigsæble (globus imperialis, pomum) er et af konge- og kejsermagtens insignier. Det er en kugle, der omsluttes af et vandret og opefter tillige af et lodret bånd. Det krones af et kors. Som herskermagtens tegn stammer det fra de romerske kejsere og betegner verdensherredømmet, idet de tre dele, hvori båndene deler kuglen, betegner Afrika, derover Europa og Asien. I de ældste fremstillinger af Augustus ses kun kloden. Helt udformet først hos Valentinian I. Kloden kan øverst have Victoria eller andre sejrssymboler. Efter kristendommens sejr ved Constantin krones det af Kristi monogram eller af korset. Ved kroninger og salvinger bæres rigsæblet i venstre hånd, medens scepteret holdes i højre. 
Det danske rigsæble på Rosenborg er en guldkugle med en kreds af diamanter langs ækvator og med en bøjle af diamanter tværs over den øverste halvkugle. Øverst et diamantbesat kors.